# 計算ちがい
『計算ちがい』（原題：Casanova Cat、1951年1月6日、劇場公開時『浮かれ猫』）はトムとジェリーの作品のひとつ。日本においては現在パブリックドメインとなっている。

## スタッフ
- 監督 - ウィリアム・ハンナ　ジョセフ・バーベラ
- 製作 - フレッド・クインビー
- 作画 - ケネス・ミューズ　エド・バージ　レイ・パターソン　アーヴン・スペンス
- 音楽 - スコット・ブラッドリー

## 作品内容
トムはジェリーを犬の散歩のごとく引きずってある所に向かっていた。それは100万ドルを相続したと新聞に載ったトゥードルの住居の高層マンション。ジェリーは彼女へのプレゼントだった。
早速トゥードルの住居へ着いたトムはジェリーを彼女にプレゼントして喜ばせる。トムは、ジェリーの顔を葉巻の煙で黒くして、無理やりに踊らせたりし、その後いろいろな手を使ってトゥードルに猛アタックする。
腹を立てたジェリーはトムから逃げ出し、野良猫のブッチにトゥードルが載った新聞の切り抜きを見せる。トゥードルに一目惚れしたブッチはトムに割り込み猛アタック。その後トムとブッチはトゥードルを巡って猛バトルを始める。ジェリーはそれを妨害しつつも、ドサクサに紛れてトゥードルを誘惑。
トムとブッチが気がつくとトゥードルの姿はなかった。窓の外をのぞいた二人の目に映ったのは車に乗ったトゥードルがジェリーとキスしている光景であった。

## 登場キャラクター
トム
雌猫のトゥードゥルが100万ドルを相続し高級マンションへ転居した旨を新聞記事で知り、ジェリーを連れて猛アタック。ジェリーを手品の道具として酷使するもジェリーに仕返しされ、そこへブッチも割り込んできてトゥードゥルの争奪戦に発展。自身がブッチを（マンション屋上にある旗掲揚ポールに吊るす・ネズミ捕りに唇を挟ませるなどの方法で）必死に追い払っているうちに、いつの間にかジェリーによって互い（トム・ブッチ両者）の尻尾を結び付けられ、やがてトゥードゥルはジェリーと一緒に出かけていった。
ジェリー
トムに手品の道具として酷使されるも反撃し、トゥードゥル転居の新聞記事を紙飛行機にしてブッチへ向け飛ばす。やがてトムとブッチによるトゥードゥル争奪戦の間に自身が（トムとブッチの尻尾を結び付ける策略を仕掛けたのち）「漁夫の利」としてトゥードゥルに一目惚れし、最後は車内でトゥードゥルにキスをした。
トゥードゥル
100万ドルを相続し高級マンションへ転居した旨が地元の新聞記事に掲載され、これを見たトムとブッチに一目惚れされる。だがトムとブッチはジェリーに追い出され、最後はジェリーと一緒に迎えの車に乗り込んだ。
マンションの使用人
トゥードゥルの部屋をノックしたトムに応対したのち、トゥードゥルを呼んだ。
ブッチ
野良猫としてゴミ箱をあさっていたが、ジェリーが紙飛行機にして飛ばしてきた「トゥードゥルが100万ドルを相続し高級マンションへ転居」記事を見て一目惚れし、先に一目惚れしていたトムと「トゥードゥル獲得権を巡るバトル」を繰り広げる。両者が争っている間に自身はジェリーによって尻尾をトムに結び付けられ、トゥードゥルはジェリーと一緒に車に乗り込んで出かけていった。

## 補足
- 原題の「Casanova　Cat」を直訳すると「女たらし猫」になる。
- アメリカ国内におけるTV放送時の際、ジェリーがトムに顔を黒くされ、熱した盆の上でタップダンスを踊らされるシーンは黒人差別の問題でカットされた（但し日本でのTV放送時や現在日本国内で市販されているDVDではそのまま放送・収録された）。ちなみに演奏曲はフォスター作曲の「故郷の人々（スワニー河）」（Old Folks at Home）である。